# Бокс на летних Олимпийских играх 1904 — до 52,2 кг
Соревнования по боксу в весовой категории до 52,2 кг среди мужчин на летних Олимпийских играх 1904 прошли 22 сентября. Приняли участие два спортсмена из одной страны.

## Призёры
| Золото          | Серебро             | Бронза |
| Оливер Кирк США | Джордж Финниган США | —      |

## Соревнование
|  | Финал                 |        |
|  |                       |        |
|  |                       |        |
|  | Оливер Кирк (USA)     | ТНА    |
|  | Джордж Финниган (USA) | в 3 р. |